# یواس‌اس فولتن (اس‌پی-۲۴۷)
یواس‌اس فولتن (اس‌پی-۲۴۷) (به انگلیسی: USS Fulton (SP-247)) یک کشتی بود که طول آن ۹۳ فوت ۳ اینچ (۲۸٫۴۲ متر) بود. این کشتی در سال ۱۹۰۹ ساخته شد.